# Jedda (género)
Jedda es un género monotípico de plantas  pertenecientes a la familia Thymelaeaceae. Su única especie, Jedda multicaulis, es originaria de Australia.

## Taxonomía
Jedda multicaulis fue descrita por J.R.Clarkson y publicado en Austrobaileya 2(3): 203–206, f. 1D, 2, en el año 1986.